# Манасія (Бузеу)
Манасія (рум. Manasia) — село у повіті Бузеу в Румунії. Входить до складу комуни Чернетешть.
Село розташоване на відстані 109 км на північний схід від Бухареста, 18 км на північ від Бузеу, 100 км на захід від Галаца, 97 км на південний схід від Брашова.

## Населення
За даними перепису населення 2002 року у селі проживали 394 особи, усі — румуни. Усі жителі села рідною мовою назвали румунську.